# Nelly Litvak
Nelly Litvak is hoogleraar in algoritmen voor complexe netwerken aan de Universiteit Twente, Technische Universiteit Eindhoven en het Instituut voor Natuurkunde en Techniek van Moskou.

## Biografie en werk
In 1995 haalde Litvak haar MSc aan de Lobachevsky University van Nizhny Novgorod in Rusland en in 2002 promoveerde zij aan de Technische Universiteit Eindhoven. Zij houdt zich met name bezig met grote netwerken zoals on-line sociale netwerken en het World Wide Web en gerandomiseerde algoritmen,  en voorspellingen voor netwerken met behulp van machinaal leren. Zo werkte zij tijdens de Covid-19 pandemie aan een model dat zou kunnen voorspellen waar besmettingsbrandhaarden zouden kunnen ontstaan.

## Publicaties
In 2019 publiceerde Litvak met Alla Kechedzhan een populair-wetenschappelijk boek ""Математика для безнадежных гуманитариев. Для тех, кто учил языки, литературу и прочую лирику" (Wiskunde voor hopeloze niet-wiskundigen, voor degenen die bijvoorbeeld talen of literatuur hebben gestudeerd)

## Onderscheidingen
In 2017 werd Litvak genomineerd voor de zeer prestigieuze "Enlightner," de Russische prijs voor populair-wetenschappelijke publicaties.
- DBLP: 30/2609
- International Standard Name Identifier: 0000 0000 5506 9508
- Mathematics Genealogy Project: 164412
- Nationale Bibliotheek van Israël: 987007364504005171
- Nederlandse Thesaurus van Auteursnamen: 191294004
- ORCID: 0000-0002-6750-3484
- Virtual International Authority File: 78893831